# 绢柳
绢柳（学名：Salix neolapponum）是杨柳科柳属的植物。分布在中国大陆的新疆等地，生长于海拔2,000米的地区，多生在山间低湿地，目前尚未由人工引种栽培。